# Gladsaxe Ishockey
Gladsaxe Ishockey er en dansk ishockeyklub, som holder til i Gladsaxe Skøjtehal i Gladsaxe. Klubben blev stiftet i 2002, da  ishockeyafdelingen i Gladsaxe Skøjteløber-Forening (GSF) blev udskilt i en selvstændig forening, hvorefter GSF forsatte som en ren klub for kunstskøjteløb.
I årene som en del af GSF blev klubbens bedste hold hurtigt blandt Danmarks bedste, og vandt i perioden 1966–75 Danmarksmesterskabet i ishockey fem gange. Siden udskilningen fra GSF har klubbens førstehold spillet i 1. division under navnet Gladsaxe Bears, hvor det adskillige gange kvalificerede sig til kvartfinalerne, men hvor det i mange år ikke lykkedes at spille sig frem til semifinalerne. Den stime blev imidlertid brudt i sæsonen 2016-17, hvor holdet vandt bronzemedaljer i 1. division, efter at have besejret grundspilsvinderne Amager Islanders i bronzeopgøret med en samlet score på 8-3 over to kampe og dermed opnåede klubbens første placering i top 3, siden det i den sidste sæson under GSF blev nr. 2 i 1. division i sæsonen 2001-02.
I sæsonen 2017-2018 vandt Gladsaxe Bears mesterskabet i 1. division.